# Зеландське графство
Зеландське графство (нід. Graafschap Zeeland) — феодальна держава в складі Священної Римської імперії. Знаходилась у дельті Шельди й Маасу, приблизно відповідаючи за територією сучасній нідерландській провінції Зеландія (окрім Зеландської Фландрії, що до XVI століття була частиною Фландрського графства).

## Історія
Землі Зеландії протягом історії були об'єктом притязань сильніших сусідів: Голландії, Ено та Фландрії. У 1012 році імператор Генріх II Святий передав ці землі в лен графу Фландрському Бодуену IV, після чого Фландрія і Зеландія стали управлятись у рамках особистої унії. Спочатку цей факт оскаржувався графами Голландії, й у 1167 році між Фландрією та Голландією спалахнула війна, за підсумками якої голландський граф Флоріс III був змушений визнати сюзеренітет над Зеландією фландрського графа Філіпа I. Голландський граф Флоріс IV на початку XIII століття відвоював Зеландію, та з 1256 року Флоріс V став правити Голландією та Зеландією в рамках особистої унії.
У 1323 році фландрський граф Людовик I підписав у Парижі угоду, відповідно до якої він визнавав графа Голландії графом Зеландії. Так було завершено тривалий династичний розбрат. Проте Зеландія лишалась окремою адміністративною одиницею, а не була об'єднана з Голландією в єдине ціле.
1432 року бургундський герцог Філіп III Добрий анексував Зеландію та включив її до складу Бургундського герцогства. Після смерті в 1482 році Марії Бургундської, відповідно до Санліської угоди, Зеландія стала однією із Сімнадцяти провінцій та перейшла під управління Габсбургів. У 1512 році вона увійшла до Бургундського округу.
Після Вісімдесятирічної війни Зеландія стала однією із семи Сполучених провінцій Нідерландів. Вона формально припинила своє існування, коли 1795 року було утворено Батавську республіку і графство Зеландія було перетворено на департамент.

## Список правителів Зеландії

### Графи Фландрії
- 1012—1035 : Бодуен (Балдуїн) IV Бородатий (бл. 980—1035)
- 1035—1067 : Бодуен (Балдуїн) V Благочестивий (бл. 1012—1067), син попереднього;
- 1067—1070 : Бодуен (Балдуїн) VI де Монс (бл. 1030—1070), граф Ено с 1051 г., син попереднього;
- 1070—1071 : Арнульф III Безталанний (бл. 1055—1071), син попереднього;
- 1071—1093 : Роберт I Фризький (бл. 1031—1093), регент графства Голландія у 1063, син Балдуїна V;
- 1093—1111 : Роберт II Єрусалимський (бл. 1065—1111), син попереднього;
- 1111—1119 : Бодуен (Балдуїн) VII Секіра (бл. 1093—1119), син попереднього.
- 1119—1127 : Карл I Добрий (бл. 1083—1127), онук Роберта I, син Кнуда IV, короля Данії.
- 1127—1128 : Вільгельм Клітон (1101—1128), правнук Балдуїна V, син Роберта Куртгеза, герцога Нормандії.
- 1128—1168 : Тьєрі Ельзаський (бл. 1100—1168), онук Роберта I, син Тьєрі II, герцога Лотарингії;

### Суперечка графів Фландрії та графів Голландії

#### Графи Фландрії
- 1168—1191 : Філіп I Ельзаський (бл. 1143—1191), син попереднього;
- 1191—1194 : Маргарита I Ельзаська (1145—1194), сестра попереднього;

- 1191—1194 : Бодуен (Балдуїн) VIII (1150—1195), граф Ено (Бодуен V) з 1171, маркграф Намюра (Бодуен I) з 1187, чоловік попередньої.

- 1194—1205 : Бодуен (Балдуїн) IX (1171—1205), граф Ено (Бодуен VI) з 1195, імператор Латинської імперії (Балдуїн I) з 1204, син попередніх;
- 1205—1244 : Жанна I (1188—1244), графиня Ено, дочка попереднього;

- 1211—1233 : Ферран Португальський (1188—1233), перший чоловік Жанни I, син Саншу I, короля Португалії;

#### Графи Голландії
- 1167—1190: Флоріс III (1141—1190)
- 1190—1203: Дірк VII (помер 1203), син попереднього
- 1203—1207: Ада (померла 1223), дочка попереднього
1203—1207: Людвіг II Лоозький (помер 1218), чоловік попередньої, граф Лоозу
- 1203—1222: Віллем I (бл. 1167—1222), брат Дірка VII
- 1222—1234: Флоріс IV (1210—1234), син попереднього
- 1234—1256: Віллем II (1228—1256), король Німеччини з 1247, син попереднього
Віллем (помер 1238), брат Флоріса IV, регент графства у 1234—1238
Оттон (помер 1249), брат Флоріса IV, регент графства у 1238—1239, єпископ Утрехта с 1245
Флоріс (помер 1258), брат Віллема II, регент графства у 1248—1258

### Графи Голландії
- 1256—1296: Флоріс V Селянський Бог (1254—1296), син попереднього
Аделаїда (Алейда) (померла 1284), сестра Віллема II, регент графства у 1258—1263
- 1296—1299: Іоанн (Ян) I (1284—1299), син попереднього
Ян III ван Ренесс (помер 1304), регент графства у 1296—1297
Вольферт I ван Борселен (помер 1299), регент графства у 1297—1299
Ян (Іоанн) II д'Авен, регент графства у 1299

### Авенський дім

Герб об'єднаних графств Ено, Голландія та Зеландія, прийнятий Жаном I д'Авен

Після смерті бездітного Яна I графство було успадковано Іоанном (Яном) II Авенським, графом Ено, сином Аделаїди Голландської, сестри Віллема II.
- 1299—1304: Ян (Іоанн) II (1247—1304), син попереднього, також граф Ено з 1280
- 1304—1337: Віллем III Добрий (1286—1337), син попереднього, також граф Ено (Гільйом (Вільгельм) I)
- 1337—1345: Віллем IV (1307—1345), син попереднього, також граф Ено (Гільйом (Вільгельм) II)
- 1345—1356: Маргарита I (1310—1356), графиня Ено (Маргарита I), графиня Голландії та Зеландії, сестра попереднього.
чоловік: з 1324 Людовік IV Баварський (1282—1347), імператор Священної Римської імперії.

### Баварський дім (Віттельсбахи), Голландська лінія

Герб графства Ено в часи правління Баварської династії

- 1356—1358: Віллем V Баварський (1330—1388), граф Ено з 1356, граф Голландії та Зеландії (Віллем V) с 1354, герцог Баварсько-Штраубінський (Вільгельм I) з 1347, син попередніх.
- 1358—1404: Альберт I Баварський (1336—1404), граф Ено, граф Голландії та Зеландії, герцог Баварсько-Штраубінський (до 1388 — регент), брат попереднього.
- 1404—1417: Віллем VI Баварський (1365—1417), граф Ено (Гільйом (Вільгельм) IV), граф Голландії та Зеландії (Віллем VI), герцог Баварсько-Штраубінський (Вільгельм II), син попереднього.
- 1417—1433: Якоба Баварська (1401—1436), графиня Ено, Голландії та Зеландії, герцогиня Баварсько-Штраубінська, дочка попереднього.
1418—1427: Ян II Бургундський (1403—1427), герцог Брабанту й Лімбургу (Жан IV) с 1415, граф Ено (Жан II), Голландії та Зеландії (Ян III) с 1417, перший чоловік Якоби.

У 1428 році Якоба визнала своїм спадкоємцем Філіпа III Доброго, герцога Бургундії, на чию користь зреклась 1433 року.

### Династія Валуа,Молодший Бургундський дім

Герб Філіпа III Доброго

- 1419—1467: Філіп I Добрий (1396—1467), герцог Бургундії (Філіп III), граф Бургундії й Артуа (з 1419), маркграф Намюру (з 1429), герцог Брабанту й Лімбургу (з 1430), граф Ено, Голландії та Зеландії (з 1432), герцог Люксембургу (з 1443);
- 1467—1477: Карл Сміливий (1433—1477), герцог Бургундії, Брабанту, Лімбургу, Люксембургу, граф Бургундії, Артуа, Геннегау, Голландії, Зеландії, маркграф Намюру (з 1467), герцог Гелдерну (з 1473), син попереднього;
- 1477—1482: Марія Бургундська (1457—1482), герцогиня Бургундії, Брабанту, Лумбургу, Люксембургу, Гелдерну, графиня Бургундії, Артуа, Геннегау, Голландії, Зеландії, маркграфиня Намюру, дочка попереднього;
чоловік імператор Максиміліан I (1459—1519)

### Дім Габсбургів
За Габсбургів графством фактично управляв намісник імператора — статхаудер (штатгальтер).
- 1477—1482: Максиміліан I (1459—1519), імператор Священної Римської імперії з 1486, ерцгерцог Австрії, герцог Штирії, Каринтії та Крайни (1493—1519), чоловік Марії Бургундської
- 1482—1506: Філіп II Красивий (1478—1506), король Кастилії з 1504 (Філіп I), герцог Бургундії та ін. з 1482, син Максиміліана I й Марії Бургундської
- 1506—1555: Карл II (1500—1558), імператор Священної Римської імперії (Карл V) 1519—1555, король Іспанії (Карл I) 1516—1556, ерцгерцог Австрії, герцог Штирії, Каринтії та Крайни, граф Тіролю 1519—1521, герцог Бургундії та ін. 1506—1555, син Філіпа Красивого
- 1555—1581: Філіп III (1527—1598), король Іспанії (Філіп II) з 1556, король Португалії (Філіп I), герцог Бургундії та ін. з 1555, син імператора Карла V

### Республіка Сполучених провінцій
- 1572—1795: Зеландські Штати